# Andreas Pflüger (Komponist)
Andreas Benedict Pflüger (* 23. August 1941 in Basel) ist ein Schweizer Komponist.

## Leben und Werke
Andreas Pflüger ist der zweite Sohn des Schweizer Malers Carl Pflüger-Gottstein (1884–1974). Er besuchte in seiner Geburtsstadt die Rudolf-Steiner-Schule, das mathematisch-naturwissenschaftliche Gymnasium und die Musik-Akademie der Stadt Basel, die er 1965 mit dem Diplom in Komposition und Kontrabass abschloss. Nach einem Studienaufenthalt bei der Stiftung Calouste Gulbenkian in Lissabon war Pflüger von 1966 bis 1968 Mitarbeiter des Komponisten Igor Markevitch in Madrid. In den 1970er-Jahren besuchte er mehrfach die Darmstädter Ferienkurse für Neue Musik und arbeitete dort mit Karlheinz Stockhausen, Mauricio Kagel und anderen. In den 1990er-Jahren war er Experte bei internationalen Musikwettbewerben. 1997 und 1998 führten ihn Vortragsreisen über die Geschichte der Schweizer Musik („Strolling through 200 years of Swiss Music“) an Universitäten der USA und Argentiniens, 2007 unternahm er eine Tournee nach Japan.
Er komponierte zahlreiche kammermusikalische Werke, ca. 20 Kompositionen für Orchester, zwei Ballette und acht Opern. Zu seinen wichtigsten Arbeiten gehört die 2000 an der Tschechischen Staatsoper uraufgeführte Oper Die Physiker (nach dem gleichnamigen Bühnenstück von Friedrich Dürrenmatt), die 2018 in der Oper von Kislovodsk als russische Erstaufführung in russischer Sprache wieder neu inszeniert wurde. Im Jahre 2004 folgte die Oper Grand oder die Geschichte eines Traums (Schlesisches Nationaltheater in Opava/Tschechien), 2006 zu Mozarts 250. Geburtstag die Oper Der Schwarze Mozart („Kaserne“ Basel) und 2009 die Oper Mord im St. Johann („Imprimerie“ Basel)
Im Jahre 2015 entstand die Oper Romulus der Grosse nach der gleichnamigen Komödie von Friedrich Dürrenmatt, die am 12. Dezember 2015 im Théâtre du Passage in Neuchâtel unter der Leitung von Facundo Agudin im Rahmen der Feierlichkeiten zum 25. Todestag des grossen Schweizer Dramatikers uraufgeführt und im April in Basel nachgespielt wurde.
Er distanzierte sich im Verlauf seines Berufslebens vom „Purismus“ der seriellen Musik, die er als „versteinert und spröde“ empfindet: „Wollüstig soll meine Musik sein, saftig und sinnlich.“ Unter dem Pseudonym „Andy Benedict“ komponierte er auch mehr als 100 Filmmusiken.
Andreas Pflüger lebt und arbeitet in Basel. Er ist verheiratet mit der Violinistin Katharina Schamböck (* 1952).

## Auszeichnungen
Im Jahre 2020 gewann er den 1. Preis am London Filmfestival für die Filmmusik zu "STROMBOLI - As long as the heart beats" von HP.Aliesch/MUVI AG und eine Sonderauszeichnung am International Parma Filmfestival für die Musik zum Film "Vincenzo Vela - Il sogno della materia" von Adriano Kestenholz / Aleph Film.

## Belege
1. ↑  Karl Pflüger: Zeichner, Grafiker, Maler
2. ↑   Andreas Pflüger, Kurzbiografie (Memento vom 10. Januar 2016 im Internet Archive)
3. ↑  neueneuemusik.ch: Andreas Pflüger, Profil (Memento des Originals vom 15. November 2007 im Internet Archive)  Info: Der Archivlink wurde automatisch eingesetzt und noch nicht geprüft. Bitte prüfe Original- und Archivlink gemäß Anleitung und entferne dann diesen Hinweis.
4. ↑  Salonfähig und fremd. Basler Mozart-Oper
5. ↑  The Living Composers Project: Andreas Pflüger

| Personendaten    | Personendaten                                                              |
| ---------------- | -------------------------------------------------------------------------- |
| NAME             | Pflüger, Andreas                                                           |
| ALTERNATIVNAMEN  | Pflüger, Andreas Benedict (vollständiger Name); Benedict, Andy (Pseudonym) |
| KURZBESCHREIBUNG | Schweizer Komponist                                                        |
| GEBURTSDATUM     | 23. August 1941                                                            |
| GEBURTSORT       | Basel                                                                      |